# 波洛波斯
波洛波斯，是西班牙安达卢西亚自治区格拉纳达省的一个市镇。总面积27平方公里，
2001年普查人口總數為1358人，人口密度為每平方公里50人。